# Myosotis welwitschii
Myosotis welwitschii är en strävbladig växtart som beskrevs av Pierre Edmond Boissier och Reuter. Myosotis welwitschii ingår i släktet förgätmigejer, och familjen strävbladiga växter. Inga underarter finns listade i Catalogue of Life.